# Womens Bay
Womens Bay (traducido al español Bahía de Mujeres) es una localidad del Borough de Isla Kodiak en Alaska, Estados Unidos. En el censo de 2000, la población era de 690.

## Geografía
57°42′06″N 152°34′20″O / 57.701742, -152.572270

Tiene un área total de 43,8 millas (113,6 km²), de los cuales, el 43,7 millas (113,2 km ²) de él son tierras y 0,1 millas (0,3 km²) son de agua. 

## Localidades vecinas
El siguiente diagrama representa las localidades vecinas de Womens Bay.
- Datos: Q2035091